# Continente

Modelli di continenti (animazione)

Un continente (dal latino continere, "tenere insieme") è la più vasta delle ripartizioni con le quali si suddividono le terre emerse della crosta terrestre. Il concetto di continente si contrappone quindi a quello di oceano.
Una seconda accezione di "continente" si usa quando si contrappone un'isola alla terraferma. In questo caso la parola continente è sinonimo di terraferma. Esempi classici in questo senso si hanno quando i britannici chiamano "il continente" la restante parte d'Europa o quando sardi e siciliani chiamano "il continente" la restante parte d'Italia.  

## Definizione
La superficie della Terra è suddivisibile in continenti (le terre emerse) e in oceani. I geologi suddividono la crosta terrestre in oceanica e continentale in funzione, tra l'altro, della tipologia delle rocce predominanti in ciascuna delle due, rispettivamente rocce basaltiche e granitiche.
Alla definizione di continente concorrono criteri che sono soprattutto geografici e storici, ma anche filosofici e politici; si ricorre anche ad analisi geomorfologiche ed ecologiche. Dato che i vari criteri non portano a un'unica conclusione, la suddivisione della terra emersa in diversi continenti è parzialmente arbitraria. Per lo stesso motivo, non esiste un modello unico di suddivisione delle terre emerse, ma vari modelli, usati nei vari Stati del mondo o nei vari ambiti di conoscenza a seconda delle necessità. Ogni modello ha le sue giustificazioni e prevede un numero diverso di continenti, variamente raggruppati.
L'appartenenza politica di un territorio a uno Stato oppure a un altro non ha nessuna importanza ai fini dell'appartenenza a un continente. Valgano due esempi al riguardo: la Groenlandia è parte integrante del continente americano, nonostante dal punto di vista politico appartenga al Regno di Danimarca; la Nuova Guinea Occidentale è una provincia dell'Indonesia, Stato asiatico, ma l'isola della Nuova Guinea è nondimeno considerata interamente appartenente all'Oceania.
Le isole si considerano appartenenti al continente più vicino: per esempio, il Madagascar e le Seychelles si considerano parte dell'Africa. Può aiutare in questo discrimine considerare l'esistenza delle piattaforme continentali. Anche per questa situazione ci sono casi di ambiguità: per esempio l'Islanda, comunemente considerata parte dell'Europa, si trova sulla dorsale medio atlantica in mezzo all'oceano, e quindi, geologicamente, dovrebbe essere considerata come un'emersione della dorsale oceanica, senza crosta continentale e quindi non facente parte di alcun continente.

## Sistemi di suddivisione delle terre emerse

### Modello a sette continenti
Esso dà la massima importanza ai criteri storici e culturali, trascurando la contiguità tra le terre. Vengono anche tenuti molto in considerazione i confini tra le placche. Si separa così il Sudamerica dal Nordamerica e l'Europa dall'Asia. È uno dei modelli comunemente più usati in Cina e nei paesi di cultura inglese.
- Nordamerica, Sudamerica, Europa, Africa, Asia, Oceania, Antartide.

### Modello più seguito in Italia: sei continenti

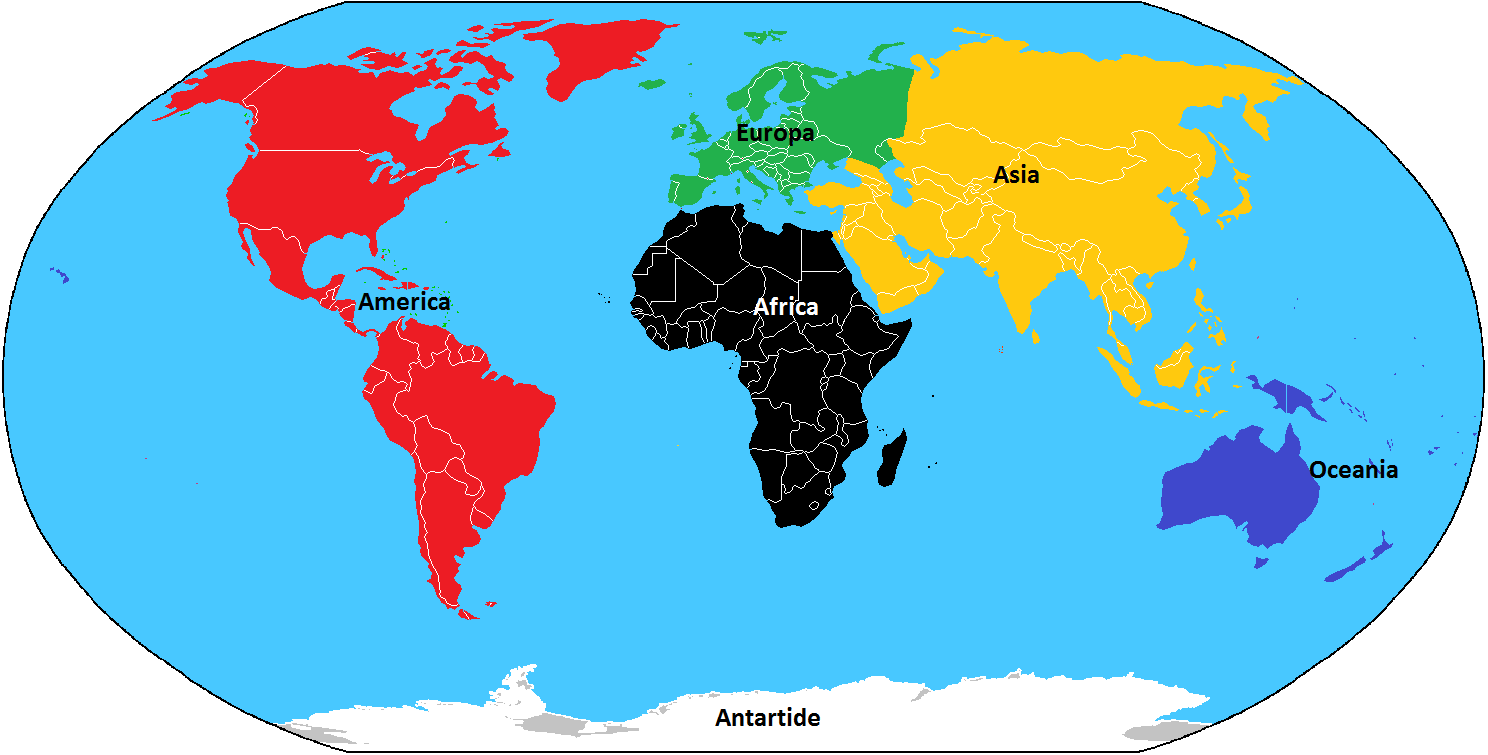
Il modello a sei continenti usato in Italia - si noti il confine euroasiatico posto lungo gli Urali, il fiume Ural e la depressione del Kuma-Manyč

È un criterio storico-etimologico: sono considerati continenti le grandi estensioni di terre emerse che hanno storicamente un loro proprio nome (non composto). È il modello più usato non solo in Italia, ma anche in tutta l'Europa occidentale (escluse le Isole britanniche) e in America Latina. Corrisponde all'accezione comune di continente nella lingua corrente. Inoltre è il criterio seguito dalle Nazioni Unite nel geoschema.
- America, Europa, Africa, Asia, Oceania, Antartide.

### Altro modello a sei continenti
In questo modello si giunge a contare sei continenti considerando separate le due Americhe e invece unite l'Europa e l'Asia; questo modello prende in considerazione sia dati geografici e geologici, sia dati culturali. Adottano spesso questo modello i testi pubblicati in Russia, paese che, estendendosi sia in Europa sia in Asia, trova opportuno considerare unite queste due terre.
- Nordamerica, Sudamerica,  Eurasia, Africa, Oceania, Antartide.

### Modello a cinque continenti

Il simbolo olimpico rappresenta i cinque continenti abitati

È il modello seguito nel simbolo olimpico dei cinque cerchi intrecciati. In esso non si include l'Antartide, considerando solamente i continenti abitati dall'uomo, le cui nazioni quindi partecipano ai giochi olimpici. L'Antartide, infatti, non è divisa in Stati e in essa risiedono permanentemente almeno un migliaio di abitanti, ma tra essi nessun abitante locale, ma solo ricercatori scientifici provenienti da altri continenti, alcuni permanenti, altri stagionali, altri solo per un viaggio. 
- America, Europa, Africa, Asia, Oceania.

### Altro modello a cinque continenti
È un criterio in cui sono considerati continenti le grandi estensioni di terre emerse prendendo in considerazione i dati geografici e geologici. In questo modello si giunge a contare cinque continenti considerando un unico continente le due Americhe e unite l'Europa e l'Asia.
- America, Eurasia, Africa, Oceania, Antartide.

### Modello a quattro continenti e sei "parti del mondo"

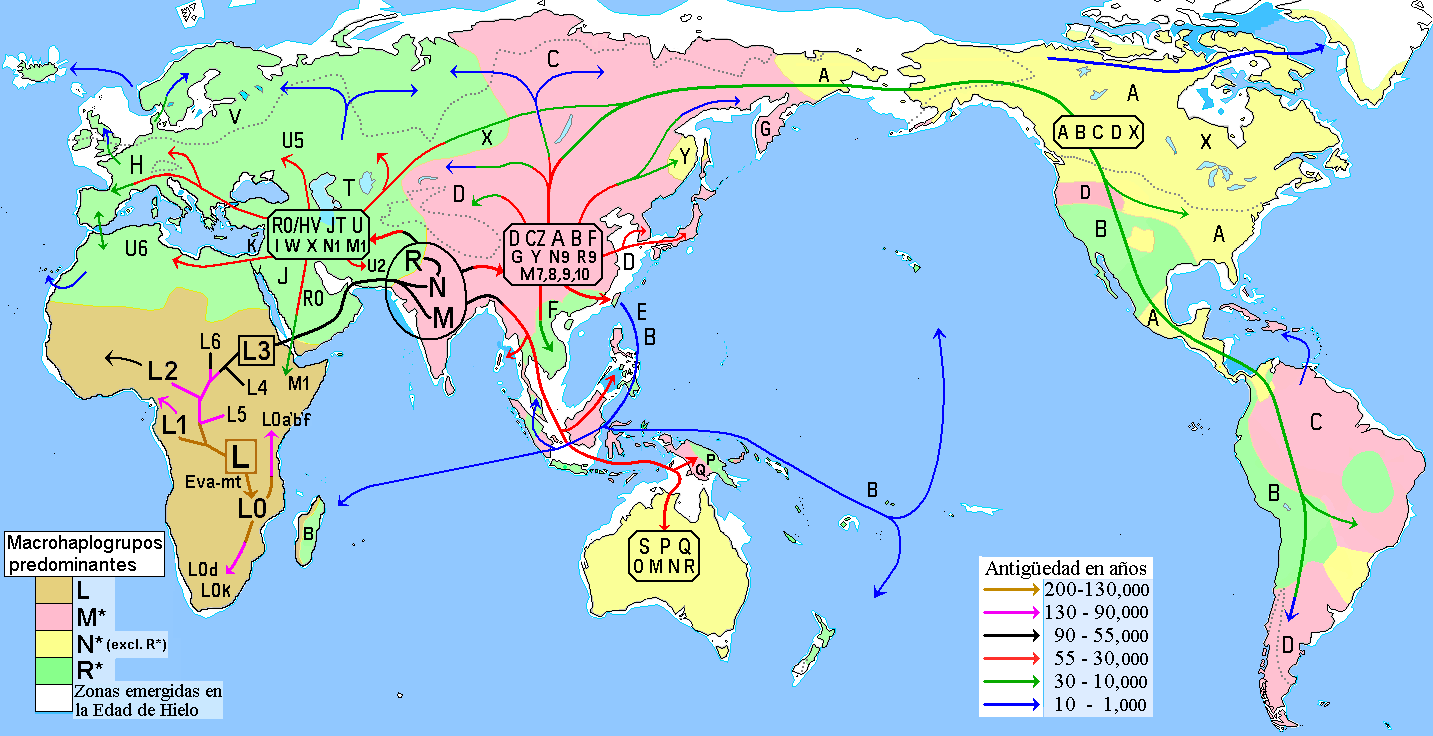
Popolamento progressivo dei continenti

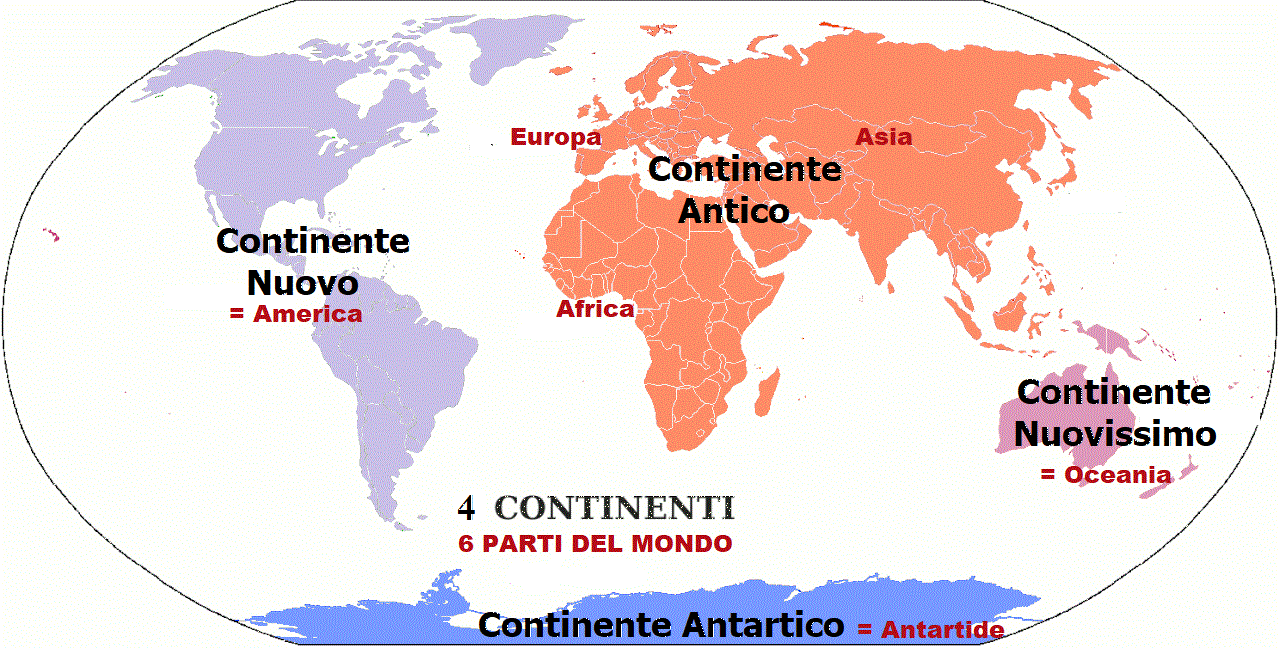
Modello a quattro continenti e sei "parti del mondo"

È un modello che individua solo quattro continenti, tenendo presenti esclusivamente considerazioni di geografia fisica: i continenti sono definiti univocamente come masse di terre emerse contigue e completamente circondate da oceani; il taglio dell'istmo di Suez e dell'istmo di Panama, essendo opera dell'uomo, non sono considerati impedimento per considerare unite, rispettivamente, Africa e Asia oppure le due Americhe.
Secondo questo modo di vedere, l'Europa, l'Asia, l'Africa, l'America, l'Oceania e l'Antartide sono definite con l'espressione "parti del mondo". Tre parti del mondo costituiscono nello stesso tempo dei continenti; si tratta dell'America, dell'Oceania e dell'Antartide.
In questo modello esistono due diversi criteri di denominazione:
- America, Eurafrasia[17], Oceania, Antartide;
- Continente Antico, Continente Nuovo, Continente Nuovissimo, Continente Antartico, nomi che indicano la progressiva scoperta dei continenti da parte degli europei, nel corso dei secoli: Cristoforo Colombo raggiunse il Continente Nuovo nel 1492, mentre Willem Janszoon giunse nel Continente Nuovissimo nel 1606. Gli aggettivi "antico", "nuovo" e "nuovissimo" si adattano anche al progressivo popolamento del pianeta da parte dell'uomo, secondo le teorie più diffuse[18]: il Continente Antico è quello in cui ebbe origine la specie umana circa 200 000 anni fa e il cui popolamento fu completato circa 10 000 anni fa, il Continente Nuovo è quello che fu popolato tra 10 000 e 20 000 anni fa, il Continente Nuovissimo è quello che fu raggiunto circa 50 000 anni fa, ma il cui popolamento fu completato in linea di massima tra 3 000 e 1 200 anni fa (con la colonizzazione della Polinesia), il Continente Antartico, raggiunto nel XIX secolo, non è stabilmente popolato.

| Modello a quattro continenti | Parti del mondo    | Inizio e completamento del popolamento    |
| ---------------------------- | ------------------ | ----------------------------------------- |
| Continente Antico            | Europa Asia Africa | 200 000 anni fa - 10 000 anni fa          |
| Continente Nuovo             | America            | 20 000 anni fa - 10 000 anni fa           |
| Continente Nuovissimo        | Oceania            | 50 000 anni fa - 3 000 anni fa            |
| Continente Antartico         | Antartide          | (raggiunto nel XIX secolo - mai popolato) |

## Risposte diverse agli stessi problemi

### Europa e Asia o Eurasia

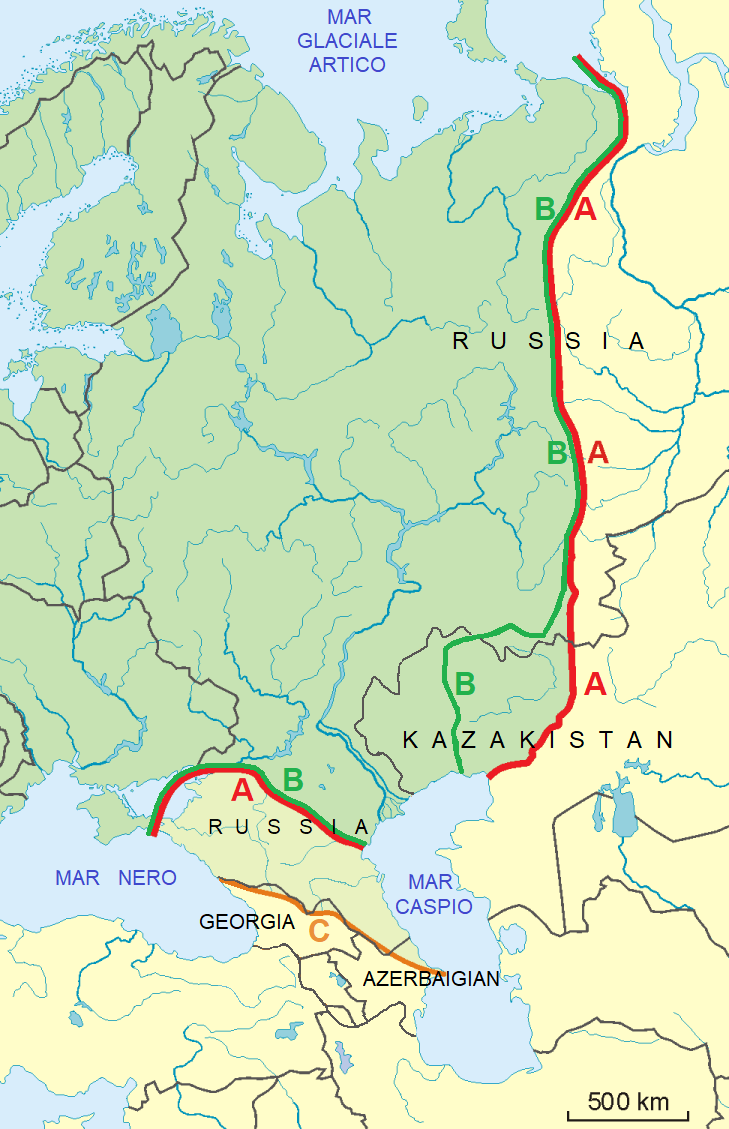
Le varie linee convenzionali di demarcazione tra Europa e Asia:
A: Linea di von Strahlenberg: Urali - fiume Emba - depressione del Kuma-Manyč
B: confine più seguito (modifica alla Linea di von Strahlenberg): Urali - fiume Ural - depressione del Kuma-Manyč
C: confine del National Geographic: Urali - fiume Ural - spartiacque del Caucaso

Mentre l'istmo di Suez è considerato unanimemente valido per distinguere l'Asia dall'Africa, non c'è un elemento geografico di pari evidenza che possa distinguere l'Europa dall'Asia. Si può quindi parlare di Eurasia, sia come unione dei due continenti e dunque come supercontinente, sia come un continente vero e proprio, come si usa spesso nella letteratura geografica russa. Ciononostante le due parti del mondo sono considerate come due entità distinte sin dai tempi di Omero.
Nella distinzione tra Europa e Asia occorre quindi necessariamente considerare anche i criteri storici, poiché nessuna caratteristica geografica può essere, da sola, sufficiente a tal scopo. Il problema è stato quindi quello di individuare un confine convenzionale tra i due continenti, dato che Europa e Asia sfumano l'una nell'altra sia culturalmente sia fisicamente. Fin dall'epoca classica l'unico tratto di confine Europa-Asia non discusso è la linea che passa tra lo stretto dei Dardanelli, il mar di Marmara e lo stretto del Bosforo.
A settentrione del Mar Nero, invece, si trovano pianure, bassopiani o basse catene montuose, estesi dalla Polonia fino alla Mongolia, terre di nomadi fino al Medioevo; ciò ha reso difficili i tentativi di delimitazione. Il confine tra Europa e Asia è comunque universalmente indicato all'interno del territorio russo. Infatti la Russia è una nazione transcontinentale il cui territorio si estende parte in Europa e parte in Asia; lo Stato russo è d'altra parte storicamente europeo e solo a partire dal XVI secolo è iniziata la sua espansione in Asia.
La convenzione più seguita identifica il confine tra Europa e Asia con la linea che parte dal mar Glaciale Artico, passa sullo spartiacque dei Monti Urali prosegue poi lungo il corso del fiume Ural, la costa nord-occidentale del mar Caspio e la depressione del Kuma-Manyč, arrivando infine alla foce del fiume Don. Lungo questa linea ci sono decine di monumenti che segnalano il confine Europa-Asia.
Una seconda convenzione, diffusa soprattutto nella letteratura geografica anglosassone e in particolar modo statunitense, identifica invece lo spartiacque caucasico come barriera naturale tra Europa e Asia, al posto della depressione del Kuma-Manyč, in modo da far corrispondere il confine continentale con quello politico della Russia.
Europa e Asia si contrappongono anche su basi culturali: Occidente e Oriente hanno dato origine a scienze e filosofie diverse tra loro, in continuo scontro e confronto. In numerosi miti viene raccontata la contrapposizione tra Occidente e Oriente, come nel mito di Europa, la principessa fenicia rapita da Zeus.

### America o le Americhe
Come già detto nel paragrafo dedicato ai vari modelli di suddivisione in continenti, a volte si considera tutto il territorio americano un unico continente, altre volte si considera invece tale territorio diviso in due continenti, l'America del Nord o America settentrionale (che comprende anche l'America centrale) e l'America del Sud o America meridionale, separati dall'istmo di Panama. Geograficamente parlando, un continente è separato dagli altri per mezzo di oceani, e non di istmi. Quello di Panama è sì tagliato dal canale artificiale omonimo, ma dal punto di vista naturale le due masse di terra a nord e a sud di esso sono unite.
Dal punto di vista culturale l'istmo di Panama non separa i paesi di cultura latino-americana da quelli di cultura anglosassone. L'America centrale, pur essendo compresa nell'America settentrionale in quanto situata a nord dell'istmo, ha, per lo più, una cultura risultante dalla fusione tra le civiltà precolombiane e quella spagnola e ciò l'avvicina ai paesi dell'America meridionale: non per niente il concetto di America Latina include America centrale, meridionale e Canada francofono mentre, come contraltare, il concetto di America del Nord può essere ridotto a Stati Uniti, Canada anglofono e Groenlandia.
Dal punto di vista ecologico, l'istmo di Panama ha però un suo ruolo nell'evoluzione di alcune specie animali e vegetali e, quindi, relativamente all'aspetto florofaunistico delle due Americhe. Per esempio, per quanto riguarda l'uomo, parlando di popolazioni autoctone, si può notare come in America del Sud l'unico gruppo sanguigno diffuso sia lo 0, mentre in America del Nord lo stesso sia semplicemente il più diffuso (più del 90% nelle popolazioni indigene). L'istmo in quanto tale, cioè, condiziona la deriva genetica, apportando differenze ecologiche sensibili, similarmente a quanto osservato in altre realtà (vedi la linea di Wallace nel determinare i confini ecologici - non geografici - tra Asia e Oceania).
In conclusione, visto che l'istmo di Panama non è un confine né geografico né culturale, in Italia, in Europa occidentale e nella stessa America Latina si preferisce considerare tutto il territorio americano come un unico continente, usando il nome al singolare: America. Secondo questo criterio, le espressioni "America del Nord", "America del Sud", "America centrale" e "America Latina" hanno lo stesso valore, ad esempio, di "Europa occidentale" o "Asia meridionale", ossia di suddivisioni interne a un continente unico, utilizzabili a seconda dei casi, e i cui confini non sono categoricamente definiti.
Nel Regno Unito e nei paesi di cultura anglosassone si preferisce invece parlare di due Americhe, dato che il concetto di America Latina non considera la presenza, nel territorio così denominato, di alcuni paesi di cultura non latina; essi sono il Belize, le isole delle Antille di lingua inglese o olandese e le Guyane.

### Confine tra Asia e Oceania
Anche l'Oceania pone dei problemi, riguardo alla definizione classica di continente.

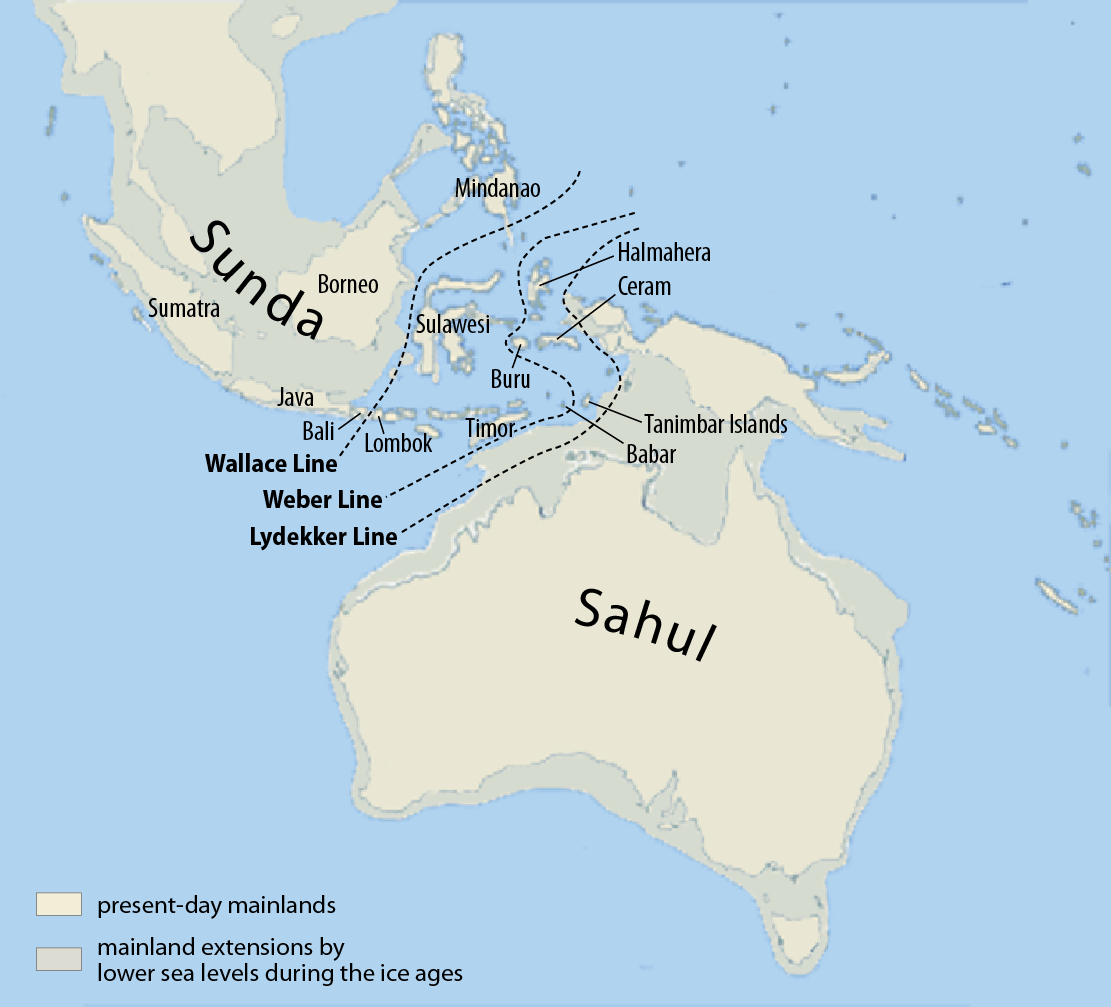
La piattaforma di Sahul e le linee biogeografiche di Lydekker, Wallace e Weber

Per "Oceania" si intende l'insieme delle terre emerse del Pacifico, tra le quali l'Australia è la più grande. Al contrario di ciò che accade negli altri continenti, ciò che unisce queste terre è il mare, e il termine "Oceania" è quindi esplicativo di tale peculiarità.
Questa unione continentale non è solo ideale, concettuale, ma si basa anche su fondamenta geomorfologiche: l'oceano Pacifico, infatti, è per gran parte un'unica placca tettonica; da questo punto di vista, però, l'Australia non è unita all'Oceania, giacendo su una sua propria placca. Ciò non costituisce un vero problema però, visto che i confini dei continenti raramente coincidono con quelli delle placche tettoniche.
Il confine tra Asia e Oceania segue una linea convenzionale, che corre lungo il margine della piattaforma di Sahul, su cui si trovano l'Australia e la Nuova Guinea, lasciando a occidente le Isole della Sonda. Tale criterio geologico si è diffuso anche perché, oltre a essere geologico, è anche biogeografico, seguendo la linea di Lydekker: a ovest di tale linea, la flora e la fauna sono tipici asiatici, mentre a est sono tipici oceaniani.
Esistono altre due linee biogeografiche di separazione tra fauna e flora asiatiche e oceaniane: esse sono la linea di Wallace e la linea di Weber, che corrono più a occidente, comprendendo parte delle Isole della Sonda.

### Zealandia

La mappa della Zealandia

Sono stati pubblicati alcuni articoli in riviste geografiche in cui si parla della Zealandia, variamente descritta come un "frammento continentale", un microcontinente, un continente sommerso o addirittura come un continente vero e proprio.
La Zealandia è costituita da 4,9 milioni di chilometri quadrati di crosta continentale, ma dato che il 94% si trova sott'acqua, essa non corrisponde alla comune definizione di "continente", inteso come massa di terra emersa, e non sommersa. Infatti, solo la Nuova Zelanda e la Nuova Caledonia sono le terre della Zealandia che si trovano sopra la superficie dell'oceano. La Zealandia affondò dopo la rottura con l'Australia 60-85 milioni di anni fa, essendosi separata dall'Antartide tra 85 e 130 milioni di anni fa. Il nome e il concetto di Zealandia furono proposti dal geofisico e oceanografo statunitense Bruce Luyendyk nel 1995.
Lo status della Zealandia come continente non è accettato, ma il geologo neozelandese Nick Mortimer ha commentato che "se non fosse per l'oceano" esso sarebbe stato riconosciuto come tale tempo fa; l'oceano che lo ricopre, però, esiste.

### Oceania o Australia
In numerosi modelli internazionali, comuni ad esempio nei paesi di lingua inglese o portoghese, l'Oceania non è considerata un continente, bensì una semplice regione geografica. In tali modelli a essere considerato un continente al posto dell'Oceania è la sola Australia, ossia la parte propriamente continentale dell'Oceania stessa.

## Confronto tra popolazione e superficie dei continenti
La seguente tabella e l'immagine a fianco riportano l'area e la popolazione dei sei continenti, secondo il criterio più seguito in Italia, Europa occidentale e America Latina.
| Nome      | Area (km²) | Popolazione   | Densità         |
| --------- | ---------- | ------------- | --------------- |
| Asia      | 43 810 000 | 4 463 000 000 | 100 ab./km²     |
| America   | 42 330 000 | 1 001 000 000 | 22 ab./km²      |
| Africa    | 30 370 000 | 1 200 000 000 | 36 ab./km²      |
| Antartide | 13 720 000 | 1 000         | 0,00072 ab./km² |
| Europa    | 10 400 000 | 741 000 000   | 73 ab./km²      |
| Oceania   | 9 010 000  | 40 000 000    | 5 ab./km²       |

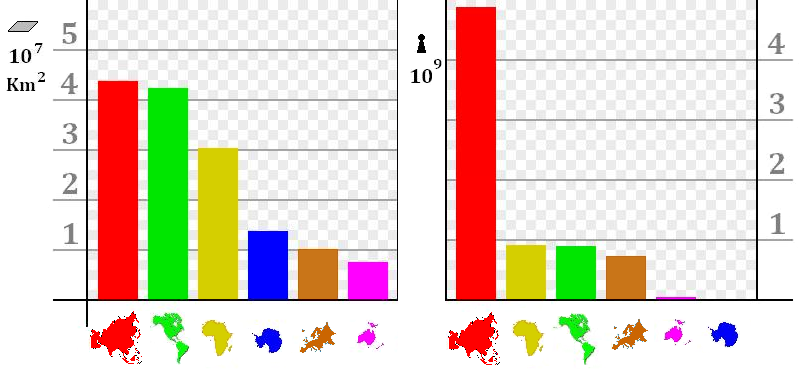
Dimensioni e popolazioni dei continenti

La seguente tabella riporta invece l'area dei continenti utilizzati nelle diverse convenzioni.
| Nome             | Area (km²) |
| ---------------- | ---------- |
| Eurafrasia       | 84 580 000 |
| Eurasia          | 54 210 000 |
| Asia             | 43 810 000 |
| America          | 42 330 000 |
| Africa           | 30 370 000 |
| America del Nord | 24 490 000 |
| America del Sud  | 17 840 000 |
| Antartide        | 13 720 000 |
| Europa           | 10 400 000 |
| Oceania          | 9 010 000  |

Le dimensioni sono importanti anche nel definire il subcontinente o lo Stato-continente, ma non sono sufficienti:
- la regione geografica indiana è detta "subcontinente indiano" per le sue dimensioni, per la sua omogeneità storica e culturale, per la sua forma peninsulare e per il fatto di essere divisa dal resto dell'Asia da un'alta catena montuosa;
- la Federazione Russa è considerata uno "Stato-continente" per le sue dimensioni, per la sua omogeneità storica e culturale, per il suo essere transcontinentale.
- l'Australia è a buon diritto uno Stato-continente, occupando tutta la parte continentale del continente Oceania.

Altri Stati pure molto estesi, come gli Stati Uniti d'America, il Canada, la Cina e il Brasile, non sono definiti "Stato-continente" in quanto non occupano tutta la superficie del continente rispettivo.

## Storia dei continenti
La formulazione della teoria della deriva dei continenti (1915), e le successive conferme empiriche, hanno portato i paleogeografi a supporre che la forma e il numero dei continenti siano variati ripetutamente nel corso della storia antica della Terra. Si ritiene che i continenti moderni siano frammenti dell'unico supercontinente di Pangea (circa 300 milioni di anni fa) e che questo a sua volta si sia formato dall'unione dei frammenti di altri supercontinenti precedenti. Il più antico supercontinente di cui si sia finora ipotizzata l'esistenza, Yilgarn, risale a circa 4,4 miliardi di anni fa.